# История двух кошечек
История двух кошечек (англ. A Tale of Two Kitties) — американский мультфильм 1942 года из серии Merrie Melodies. Первое появление на экране канарейки Твити. Лента находится в общественном достоянии в США.

## Сюжет
Два бродячих кота, Бэббит и Котстелло, решают полакомиться птичкой Твити, гнездо которой расположено высоко на дереве. Для этого они пытаются использовать лестницу, пружины, динамит, огромную рогатку, но у них ничего не выходит.

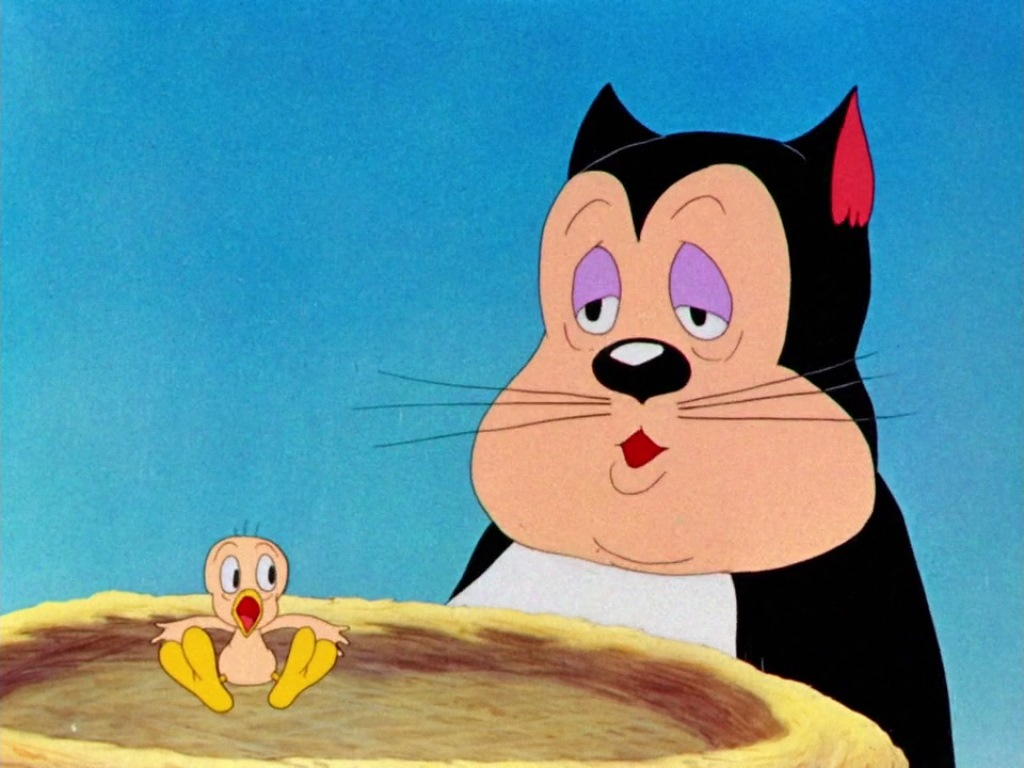
Кадр из мультфильма

## Роли озвучивали
- Мел Бланк — Твити / Котстелло
- Тедд Пирс[англ.] — Бэббит

## Интересные факты
- В этом мультфильме впервые появляется Твити — маленькая птичка. Впрочем, здесь у неё ещё нет имени, а съёмочная группа называла её Орсон. Твити бледно-розового цвета, без пуха — это выглядело так, будто она голая, поэтому в последующих мультфильмах птичка получила жёлтый пушок[1]. Кроме того здесь же зрителю впервые представляют дуэт Бэббит и Котстелло (англ. Babbit and Catstello) — пародия на комиков Эбботта и Костелло.
- Название мультфильма — пародия на роман Чарльза Диккенса «Повесть о двух городах» (англ. A Tale of Two Cities) (1859).
- В 2007 году мультфильм вышел на DVD «Золотая коллекция Looney Tunes: Выпуск 5».
- В фильме «Кто подставил кролика Роджера» (1988) присутствует сцена: Твити отцепляет от шпиля здания Эдди Валианта, и тот падает. Кенар при этом отгибает пальцы по одному и приговаривает «англ. This Little Piggy» — это пародия на аналогичную сцену из «Истории…», в которой он же отцепляет Бэббита от бельевой верёвки.
- В сцене, где Бэббит и Котстелло пытаются достать Твити с помощью лестницы, Котстелло, обращаясь к зрителю, произносит с бруклинским акцентом: «If da Hays Office would only let me… I’d give him 'da boid' all right»[2]. Этот момент был удалён англ. The WB Television Network при показе этого мультфильма в составе мульт-шоу Bugs N' Daffy, так как слово «boid» является эвфемизмом неприличного жеста[3].